# 團隊合作

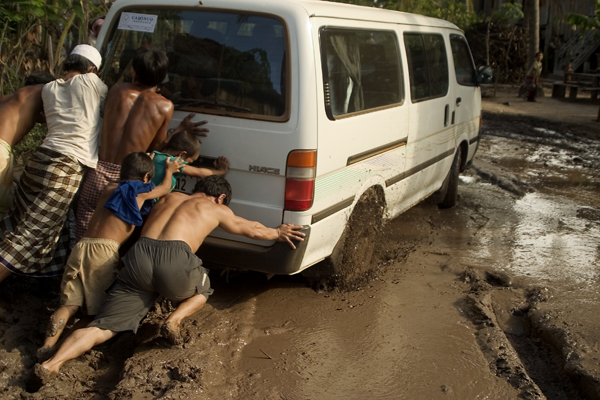
众人合力将车推出泥沼。

團隊合作指的是一群有能力，有信念的人在特定的团队中，为了一个共同的目標相互支持合作奋斗的过程。 它可以调动团队成员的所有资源和才智，并且会自动地驱除所有不和谐和不公正现象，同时会给予那些诚心、大公无私的奉献者适当的回报。 如果團隊合作是出于自覺自願时，它必將會產生一股强大而且持久的力

## 零和競賽
- 零和競賽指兩個以上的人、隊伍，進行的一場設計好的競賽，贏者全拿輸家沒有辦法獲得任何資源，通然用來指如運動競賽等競爭情形。